# Механобр
Механобр — Всесоюзний науково-дослідний та проектний інститут механічної обробки корисних копалин Міністерства металургії СРСР. Створений в 1920 на базі рудовипробовувальної станції і проектного бюро. Базувався в Ленінграді (нині Санкт-Петербург) за адресою 21-а лінія Василівського острова, 8а.
Проблематика, якою опікувався інститут: розробка і впровадженням процесів і технологій рудопідготовки і збагачення руд, технологічного обладнання, перспективних планів розвитку кольорової металургії в галузі збагачення, проектуванням і реконструкцією збагачувальних фабрик і металургійних заводів і їхніх гідротехнічних споруд.
До 1990 року в різних країнах працювало понад 250 гірничозбагачувальних підприємств, побудованих за проектами інституту «Механобр».
У період економічних реформ «Механобр» було акціоновано і на його базі створено групу «Механобр». Уся інженерна та науково-технічна діяльність групи зосереджена в двох компаніях — Науково-виробнича корпорація «Механобр-техніка» (АТ) і ЗАТ «Механобр інжиніринг». До складу НВК «Механобр-техніка» увійшли СКБ «Механобр», експериментально-конструкторська частина, досвідчений завод «Механобр-Л», наукова частина (створення збагачувального обладнання), а також група наукових відділів і лабораторій, що займаються процесами дезінтеграції, класифікації, просіювання, магнітної і електричної сепарації.